# Eugenio Gestri
Eugenio Gestri (Prato, 27 d'octubre de 1905 – Prato, 2 de setembre de 1944) va ser un ciclista italià que fou professional entre el 1930 i el 1936. Abans de passar a professionals participà dues vegades al Campionat del Món de la categoria amateur, sent onzè el 1929 i segon el 1930. La seva principal victòria l'aconseguí en una etapa del Tour de França de 1931.

## Palmarès
- 1930
  - 1r a la Copa Bernocchi
  - 1r a la Roma-Tagliacozzo-Roma
- 1931
  - 1r a la Predappio-Roma
  - Vencedor d'una etapa al Tour de França
- 1934
  - 1r al Giro de les dues Províncies de Messina

### Resultats al Tour de França
- 1931. Abandona (20a etapa) i vencedor d'una etapa
- 1932. Abandona (11a etapa)
- 1933. Abandona (1a etapa)
- 1934. 14è de la classificació general
- 1935. Abandona (6a etapa)

### Resultats al Giro d'Itàlia
- 1931. 10è de la classificació general
- 1933. 9è de la classificació general
- 1935. 11è de la classificació general